# ألان أ. موس
ألان أ. موس هو سياسي أمريكي، ولد في 3 ديسمبر 1854، وتوفي في 1929.